# Platydecticus angustifrons
Platydecticus angustifrons är en insektsart som beskrevs av Lucien Chopard 1951. Platydecticus angustifrons ingår i släktet Platydecticus och familjen vårtbitare. Inga underarter finns listade i Catalogue of Life.